# Olios floweri
Olios floweri är en spindelart som beskrevs av Roger de Lessert 1921. Olios floweri ingår i släktet Olios och familjen jättekrabbspindlar. Inga underarter finns listade i Catalogue of Life.